# Charlie Watts
Charles Robert "Charlie" Watts (Bloomsbury, London, 2. lipnja 1941. – London, 24. kolovoza 2021.) bio je britanski glazbenik, dugogodišnji bubnjar popularne rock-grupe The Rolling Stones. Kao stalni član The Rolling Stonesa javno je nastupio u veljači 1963., a s grupom je ostao sve do smrti. Charlie Watts, Mick Jagger i Keith Richards su jedini članovi sastava koji su sudjelovali u snimanjima svih studijskih albuma The Rolling Stonesa.
Osim karijere u Rolling Stonesima, Watts je putovao i koncertirao s vlastitom sastavom Charlie Watts Quintet, a nastupio je i u jazz klubu Ronnieja Scotta u Londonu sa sastavom Charlie Watts Tentet.
Godine 2006. Watts je izabran u Kuću slavnih američkoga glazbenog časopisa Modern Drummer, a glazbeni novinar i kritičar Robert Christgau svojedobno ga je proglasio "najboljim rock-bubnjarom". Godine 2016. Watts je bio 12. na listi 100 najboljih bubnjara svih vremena časopisa Rolling Stone.

## Životopis
Charles Robert Watts rođen je u Sveučilišnoj bolnici u Bloomsburyju u Londonu u obitelji Charlesa Richarda Wattsa i Lillian Charlotte rođ. Eaves. Imao je i sestru Lindu Obitelj je neko vrijeme živjela u Wembleyju, a potom preselila u Kingsbury, kotar na sjeverozapadu Londona u grofoviji Middlesex (danas u londonskom okrugu Brent).  U Kingsburyju je Charlie od 1952. do 1956. pohađao srednju školu "Tyler Croft" te kao školarac pokazao osobiti talent za umjetnost, glazbu, kriket i nogomet. U dobi od trinaest godina počeo se zanimati za bubnjeve. Roditelji su mu prve bubnjeve kupili 1955. godine, a Charlie je bubnjanje vježbao uz vlastitu zbirku gramofonskih ploča raznih izvođača jazza. Nakon završene srednje škole, upisao se na Umjetničku školu Harrow (engl. Harrow Art School, današnji kampus Harrow u sklopu Sveučilišta Westminster), koju napušta 1960. kako bi radio kao grafički dizajner u londonskoj reklamnoj agenciji Charlie Daniels Studios.

## Diskografija
Uz dugogodišnju glazbenu suradnju te mnogobrojne nastupe i snimanja s Rolling Stonesima (vidi Diskografija The Rolling Stonesa), Charlie Watts snimio je i sljedeće albume:
- The Charlie Watts Orchestra – Live at Fulham Town Hall (1986., Columbia Records)
- The Charlie Watts Quintet – From One Charlie (1991., Continuum Records)
- The Charlie Watts Quintet – A Tribute to Charlie Parker with Strings (1992., Continuum Records)
- The Charlie Watts Quintet – Warm and Tender (1993., Continuum Records)
- The Charlie Watts Quintet – Long Ago and Far Away (1996., Virgin Records)
- The Charlie Watts-Jim Keltner Project (2000., Cyber Octave Records)
- The Charlie Watts Tentet – Watts at Scott's (2004., Sanctuary Records)
- The ABC&D of Boogie Woogie – The Magic of Boogie Woogie (2010., Vagabond Records)
- The ABC&D of Boogie Woogie – Live in Paris (2012., Eagle Records)
- Charlie Watts meets the Danish Radio Big Band (Live at the Danish Radio Concert Hall, Copenhagen 2010) (2017., Impulse! Records)

## Vanjske poveznice

### Sestrinski projekti
|  | Zajednički poslužitelj ima još gradiva o temi Charlie Watts |

### Mrežna mjesta
- Drummerworld.com – Charlie Watts
- WorldCat – Charlie Watts (bibliografija)
- Charlie Watts na Discogsu (diskografija)
- Charlie Watts u internetskoj bazi filmova IMDb-u (engl.)